# Columna de aire
La columna de aire es el volumen de aire que se encuentra en vibración dentro de un instrumento de viento. Esta vibración está en una frecuencia en relación con la nota musical interpretada, que se corresponde a un régimen de resonancia.
El principio de la interpretación musical reside a veces en la explotación de los armónicos. Pero no todas las notas pueden obtenerse de este modo, hace falta modificar la forma o longitud de la columna de aire. Se suelen emplear ambos métodos:
- el conjunto de tubos de diferentes dimensiones, como los del órgano o la flauta de pan.
- la variación de la forma:
  - mediante agujeros abiertos y boquillas como en la flauta dulce o de pico, la ocarina, el saxofón o el clarinete, entre otros.
  - mediante el alargamiento del conducto, continuo en el caso del trombón o discreto en el caso de los instrumentos de metal que emplean pistones.

Además, en algunos instrumentos, como el clarinete, hace falta cambiar la fisonomía de la embocadura (presión de la presión de la mandíbula, altura de la lengua, posición de los labios) con el fin de acceder a determinadas notas.
Para efectuar un cambio de registro más fácil, hace falta romper la columna de aire empleando una digitación diferente que se ayuda de un armónico, o bien, realizar la técnica conocida como tránsito de armónico, que consiste, en la mayoría de los casos, en soplar más fuerte.